# Tour del Gran Montreal
El Tour del Gran Montreal (oficialment: Tour du Grand Montréal) va ser una competició ciclista femenina per etapes que es disputava als voltants de Montreal, al Quebec. Creada al 2002, va durar fins al 2009, i formà part del calendari de l'UCI.

## Palmarès femení
| Any  | Vencedora          | Segona              | Tercera               |
| ---- | ------------------ | ------------------- | --------------------- |
| 2002 | Laura Van Gilder   | Deirdre Demet-Barry | Clara Hughes          |
| 2003 | Amber Neben        | Lyne Bessette       | Magali Le Floc'h      |
| 2004 | Judith Arndt       | Anita Valen         | Lyne Bessette         |
| 2005 | Oenone Wood        | Annette Beutler     | Dorte Lohse Rasmussen |
| 2006 | Christine Thorburn | Trixi Worrack       | Judith Arndt          |
| 2007 | Oenone Wood        | Trixi Worrack       | Katherine Bates       |
| 2008 | Judith Arndt       | Suzanne de Goede    | Oenone Wood           |
| 2009 | Kirsten Wild       | Trixi Worrack       | Lauren Tamayo         |